# 45. ceremonia wręczenia Oscarów
45. ceremonia rozdania Oscarów odbyła się 27 marca 1973 roku w Dorothy Chandler Pavilion w Los Angeles. Gospodarzami byli Carol Burnett, Michael Caine, Charlton Heston i Rock Hudson.

## Wykonawcy piosenek
- „Ben” – Michael Jackson
- „Come Follow, Follow Me” – The Springfield Revival
- „Marmalade, Molasses and Honey” – Glen Campbell & The Mike Curb Congregation
- „The Morning After” – Connie Stevens
- „Strange Are the Ways of Love” – Diahann Carroll

## Lista zwycięzców

### Najlepszy film
- Albert S. Ruddy – Ojciec chrzestny
- Cy Feuer – Kabaret
- John Boorman – Uwolnienie
- Robert B. Radnitz – Sounder
- Bengt Forslund – Emigranci

### Najlepszy aktor
- Marlon Brando – Ojciec chrzestny (w jego imieniu odebrania nagrody odmówiła Sacheen Littlefeather)
- Peter O’Toole – Wyższe sfery
- Michael Caine – Detektyw
- Laurence Olivier – Detektyw
- Paul Winfield – Sounder

### Najlepszy aktor drugoplanowy
- Joel Grey – Kabaret
- James Caan – Ojciec chrzestny
- Robert Duvall – Ojciec chrzestny
- Al Pacino – Ojciec chrzestny
- Eddie Albert – Kid złamane serce

### Najlepsza aktorka
- Liza Minnelli – Kabaret
- Diana Ross – Lady śpiewa bluesa
- Cicely Tyson – Sounder
- Maggie Smith – Podróże z moją ciotką
- Liv Ullmann – Emigranci

### Najlepsza aktorka drugoplanowa
- Eileen Heckart – Motyle są wolne
- Susan Tyrrell – Zachłanne miasto
- Jeannie Berlin – Kid złamane serce
- Geraldine Page – Pete i Tillie
- Shelley Winters – Tragedia „Posejdona”

### Najlepsza scenografia i dekoracje wnętrz
- Rolf Zehetbauer, Jurgen Kiebach i Herbert Strabel – Kabaret
- Carl Anderson, Reg Allen – Lady śpiewa bluesa
- William J. Creber, Raphael Bretton – Tragedia „Posejdona”
- John Box, Gil Parrondo, Robert W. Laing – Podróże z moją ciotką
- Donald M. Ashton, Geoffrey Drake, John Graysmark, William Hutchinson, Peter James – Młody Winston

### Najlepsze zdjęcia
- Geoffrey Unsworth – Kabaret
- Harry Stradling Jr. – 1776
- Charles Lang – Motyle są wolne
- Harold E. Stine – Tragedia „Posejdona”
- Douglas Slocombe – Podróże z moją ciotką

### Najlepsze kostiumy
- Anthony Powell – Podróże z moją ciotką
- Anna Hill Johnstone – Ojciec chrzestny
- Bob Mackie, Ray Aghayan, Norma Koch – Lady śpiewa bluesa
- Paul Zastupnevich – Tragedia „Posejdona”
- Anthony Mendleson – Młody Winston

### Najlepsza reżyseria
- Bob Fosse – Kabaret
- John Boorman – Uwolnienie
- Francis Ford Coppola – Ojciec chrzestny
- Joseph L. Mankiewicz – Detektyw
- Jan Troell – Emigranci

### Pełnometrażowy film dokumentalny
- Howard Smith i Sarah Kernochan - Morjoe
- Bert Haanstra - Bij de beesten af
- Marvin Worth, Arnold Perl - Malcolm X
- Robert Hendrickson, Laurence Merrick - Manson
- Eckehard Munck - The Silent Revolution

### Krótkometrażowy film dokumentalny
- Charles Huguenot van der Linden i Martina Huguenot van der Linden - This Tiny World
- Peter Schamoni - Hundertwassers Regentag
- Giorgio Treves - K-Z
- Tadeusz Jaworski - Selling Out
- Humphrey Swingler - The Tide of Traffic

### Najlepszy montaż
- David Bretherton – Kabaret
- Tom Priestley – Uwolnienie
- William H. Reynolds i Peter Zinner – Ojciec chrzestny
- Frank P. Keller i Fred W. Berger – Diamentowa gorączka
- Harold F. Kress – Tragedia „Posejdona”

### Najlepszy film nieangielskojęzyczny
- Francja: Luis Buñuel – Dyskretny urok burżuazji
- ZSRR: Stanisław Rostocki – Tak tu cicho o zmierzchu...
- Izrael: Mosze Mizrachi – Ani Ohev Otach Rosa
- Hiszpania: Jaime de Armiñán – Moja kochana panienka
- Szwecja: Jan Troell – Osadnicy

### Najlepsza muzyka w dramacie
- Charles Chaplin, Raymond Rasch i Larry Russell – Światła rampy
- Nino Rota – Ojciec chrzestny (zdyskwalifikowany)
- John Williams – Obrazy
- Buddy Baker – Napoleon i Samantha
- John Williams – Tragedia „Posejdona”
- John Addison – Detektyw

### Najlepsza adaptacja muzyki
- Ralph Burns – Kabaret
- Gil Askey – Lady śpiewa bluesa
- Laurence Rosenthal – Człowiek z La Manchy

### Najlepsza piosenka
- Al Kasha i Joel Hirschhorn – „The Morning After” z filmu Tragedia „Posejdona”
- Walter Scharf, Don Black – „Ben” z filmu Ben
- Maurice Jarre, Alan Bergman, Marilyn Bergman – „Marmalade, Molasses and Honey” z filmu Sędzia z Teksasu
- Fred Karlin, Marsha Karlin – „Come Follow, Follow Me” z filmu The Little Ark
- Sammy Fain, Paul Francis Webster – „Strange Are the Ways of Love” z filmu The Stepmother

### Najlepszy dźwięk
- Robert Knudson i David Hildyard – Kabaret
- Arthur Piantadosi, Charles T. Knight – Motyle są wolne
- Richard Portman, Gene S. Cantamessa – Kandydat
- Charles Grenzbach, Richard Portman, Christopher Newman – Ojciec chrzestny
- Theodore Soderberg, Herman Lewis – Tragedia „Posejdona”

### Najlepsze efekty specjalne (Nagroda Specjalna)
- L. B. Abbott i A. D. Flowers – Tragedia „Posejdona”

### Krótkometrażowy film animowany
- Richard Williams – A Cristmas Carol
- Bob Godfrey - Kama Sutra Rides Again
- Nedeljko Dragic - Tup Tup

### Krótkometrażowy film aktorski
- Richard Barclay - Norman Rockwell's World... An American Dream
- Ron Satlof, Raynold Gideon - Frog Story
- David Adams - Solo

### Najlepszy scenariusz oryginalny
- Jeremy Larner – Kandydat
- Luis Buñuel, Jean-Claude Carrière – Dyskretny urok burżuazji
- Terence McCloy, Chris Clark, Suzanne De Passe – Lady śpiewa bluesa
- Louis Malle – Szmery w sercu
- Carl Foreman – Młody Winston

### Najlepszy scenariusz adaptowany
- Mario Puzo i Francis Ford Coppola – Ojciec chrzestny
- Jay Presson Allen – Kabaret
- Julius J. Epstein – Pete i Tillie
- Lonne Elder III – Sounder
- Jan Troell, Bengt Forslund – Emigranci

### Oscar Honorowy
- Charles Boren – za związkach zawodowych pracowników przemysłu filmowego
- Edward G. Robinson – za całokształt pracy aktorskiej